# Щедрова Галина Петрівна
Щедрова Галина Петрівна (нар. 18 вересня 1954) — український політолог, завідувачка кафедри політології та міжнародних відносин Університету імені Альфреда Нобеля, політичний експерт, політтехнолог, консультант.

## Наукова та консультаційна діяльність
Член-кореспондент Української академії політичних наук України.
1996 — захистила докторську дисертацію за спеціальністю 23.00.02 — політичні інститути та процеси.
2002 — професор кафедри політології.
У 1977 р. закінчила Ворошиловградський педагогічний інститут ім. Т. Шевченка і здобула кваліфікацію вчителя української мови та літератури. У 1990 — закінчила Київську вищу партійну школу, кваліфікація — викладач соціально-політичних дисциплін у вищих навчальних закладах, політолог. .
До переходу до Університету Нобеля 25 років працювала в Східноукраїнському національному університеті імені Володимира Даля, з них 14 років — проректором з науково-педагогічної роботи та 20 років — завідувачем кафедри політології та міжнародних відносин. Очолювала магістратуру державного управління. Член спеціалізованої вченої ради Д 08. 051. 08 у Дніпровському національному університеті. Член редакційних колегій фахових видань.
Викладає навчальні дисципліни: «Практика. Вступ до спеціальності», «Загальна теорія політики», «Політична теорія (Сучасна зарубіжна політологія)», «Державна політика», «Прикладна політологія (Основи публічної політики), (Політичний маркетинг і реклама)», «Методологія політичних досліджень».
За останні п'ять років опублікувала понад 40 наукових праць у фахових виданнях з політичної науки. Є одним із співавторів Енциклопедичного словника-довідника «Новітня політична лексика» за науковою редакцією Н. М. Хоми (Львів, 2015 р.). Очолює науково-дослідну лабораторію на кафедрі. Здійснює керівництво здобувачами до олімпіад, конкурсів, конференцій. Координує профорієнтаційну роботу, зв'язки з громадськістю. Ініціювала проведення в університеті в 2016 р. першої олімпіади з політології для учнів 11-х класів, в якій взяли участь 25 осіб. У 2017 р. кількість учасників зросла до 105 осіб. Велику увагу приділяє міжнародним аспектам політичної журналістики, підготовці політичних лідерів.